# ARD-Wetterkompetenzzentrum
Das ARD-Wetterkompetenzzentrum mit Sitz in Frankfurt am Main ist seit dem 1. Januar 2020 zuständig für die Wettervorhersagen für die meisten ARD-Fernsehprogramme. Die gesamte Fernsehwetterberichterstattung für Das Erste, Tagesschau24, WDR, BR- und für das HR-Fernsehen wird im Funkhaus am Dornbusch in Frankfurt am Main produziert. Dazu kommen noch weitere Fernsehwetterberichte für NDR, SWR, SR, RBB- und Radio Bremen Fernsehen.

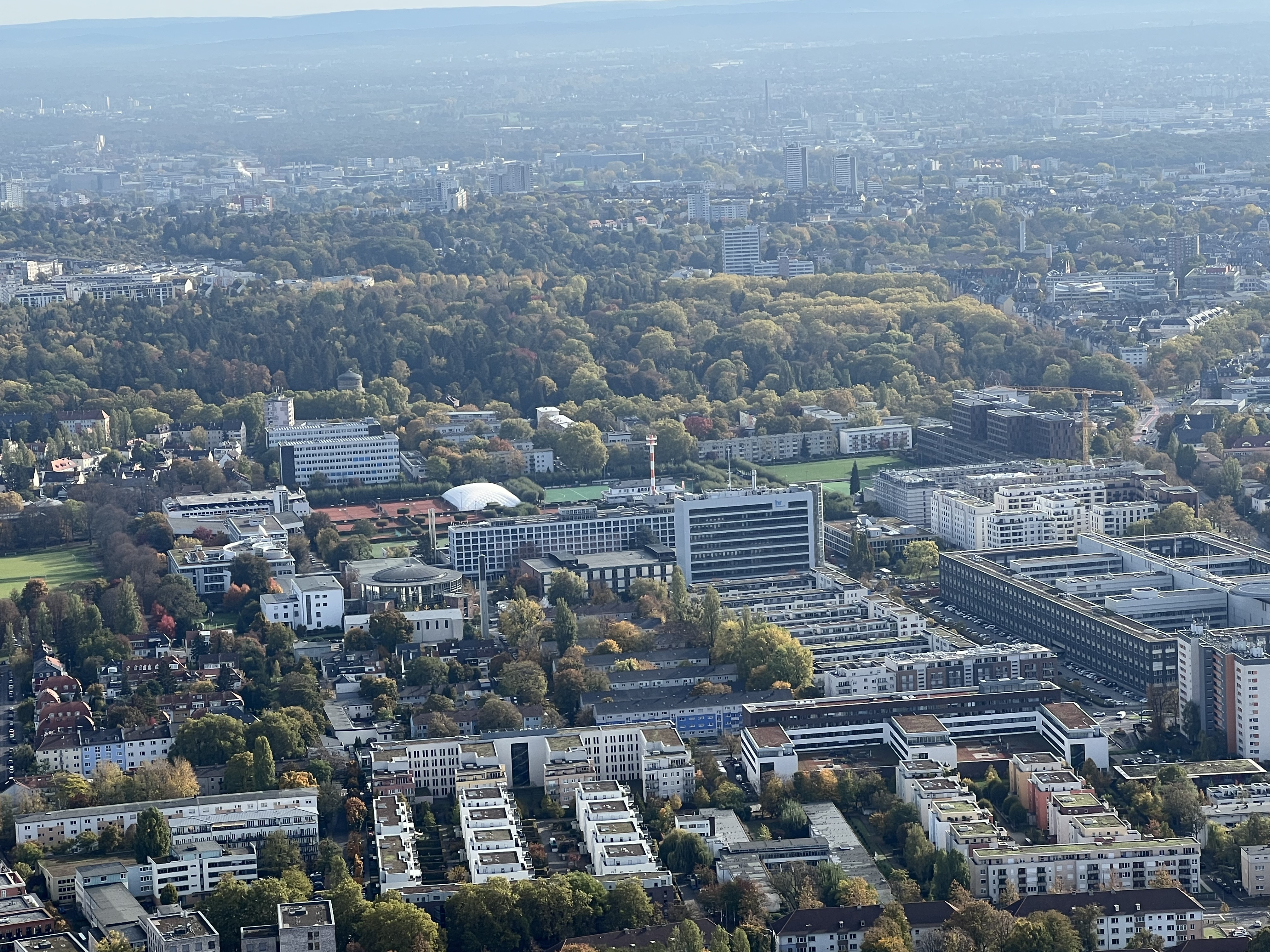
Sitz des ARD-Wetterkompetenzzentrums am Dornbusch in Frankfurt

Das Zentrum produziert das Wetter für alle ARD-aktuell-Sendungen (tagesschau, tagesthemen, Tagesschau-Nachrichten), für das ARD-Morgenmagazin sowie für das ARD-Mittagsmagazin und hat mit alle wetter! eine eigene Sendung beim Hessischen Rundfunk und mit Wetter vor acht eine eigene Sendung im Ersten. 2022 folgte die Gestaltung des Magazins KlimaZeit.
Leiterin ist Silke Hansen, stellvertretende Leiterin ist Nina Grün.
Bekannte Mitarbeiter sind Donald Bäcker, Pila Bossmann, Martin Gudd, Thomas Ranft, Karsten Schwanke, Claudia Kleinert, Sven Plöger, Wolfgang Rossi, Laura Di Salvo, Stefan Laps und Tim Frühling.

## Ehemalige Mitarbeiter
Ein ehemaliger Mitarbeiter war Dieter Voss.